# Rotisseur
Als Rotisseur (französisch rôti ‚Braten‘) bezeichnet man in einer Küchenbrigade den Bratenkoch. Er ist für die Zubereitung von Braten, Pfannengerichten und Frittiertem zuständig.
In kleineren bis mittleren gastronomischen Betrieben wird diese Arbeit oftmals vom Saucier übernommen.
An deutschen Fürstenhöfen war der Bratenmeister Teil des Hofstaates. Im Frankreich des 16. Jahrhunderts war die Arbeit der Rotisseure mit der Tätigkeit der Garköche im deutschsprachigen Raum vergleichbar.